# Алексий (Овсянников)
Епи́скоп Алекси́й (в миру Алекса́ндр Алекса́ндрович Овся́нников; род. 23 ноября 1973, село Студенок, Изюмский район, Харьковская область) — архиерей Русской православной церкви, епископ Джанкойский и Раздольненский.
Тезоименитство — 9 (25) февраля (память святителя Алексия, митрополита Киевского, Московского и всея Руси, чудотворца).

## Биография
В 1991 году окончил среднюю школу.
В 1992 году пострижен в иночество в Киево-Печерской лавре и рукоположён в сан иеродиакона. В 1993 году рукоположён в сан иеромонаха. 26 августа 1993 года пострижен в монашество с именем Алексий в честь святителя Алексия, митрополита Московского и всея Руси. С 1993 года по 1994 год состоял в клире Донецкой епархии.
В 1994 году перешёл в клир Житомирской епархии, назначен заведующим епархиальной канцелярией и секретарём управляющего епархией. В 1995 году назначен благочинным Житомирского городского округа, возведён в сан игумена. С 1996 года — секретарь Житомирской епархии. В 1997 году возведён в сан архимандрита. С 2001 года был настоятелем Покровского храма города Житомира.
В 2004 году окончил Киевскую духовную академию, защитил дипломную работу.
24 ноября 2008 года был избран председателем епархиального церковного суда Житомирской епархии.
В январе 2009 года был делегатом Поместного собора Русской православной церкви от Житомирской епархии.
1 июля 2011 года на внеочередном собрании благочинных был избран делегатом от духовенства на Поместный собор УПЦ.

### Архиерейство
27 декабря 2021 года решением Священного синода Украинской православной церкви (Московского патриархата) был избран епископом Джанкойским и Раздольненским. 1 января 2022 года в храме в честь преподобных Антония и Феодосия Печерских Киево-Печерской лавры состоялось его наречение во епископа.
А 2 января там же состоялась его епископская хиротония, которую совершили митрополит Киевский и всея Украины Онуфрий (Березовский), митрополит Вышгородский и Чернобыльский Павел (Лебедь), митрополит Бориспольский и Броварской Антоний (Паканич), митрополит Житомирский и Новоград-Волынский Никодим (Горенко), архиепископ Гурий (Кузьменко), епископ Ирпенский Лавр (Березовский), епископ Бородянский Марк (Андрюк) и епископ Бышевский Кирилл (Билан).
7 июня 2022 года на заседании Священного синода Русской православной церкви Джанкойская епархия была принята в непосредственное каноническое и административное подчинение Патриарху Московскому и всея Руси и Священному Синоду Русской Православной Церкви.
1 декабря 2022 года, на фоне вторжения России на Украину, был внесён  в санкционный список Украины.
27 декабря 2023 года решением Священного синода РПЦ назначен временным управляющим новообразованной Скадовской епархией, которой управлял до 25 июля 2024 года.